# 백승원
백승원(白承原, 2006년 2월 15일 ~ )은 대한민국의 축구 선수로 포지션은 공격수이며 현재 K리그1 포항 스틸러스 소속이다.